# Challenger de Cordenons 2024
El torneo Internazionali di Tennis del Friuli Venezia Giulia 2024 fue un torneo de tenis perteneció al ATP Challenger Tour 2024 en la categoría Challenger 75. Se trató de la 21ª edición; el torneo tuvo lugar en la ciudad de Cordenons (Italia), desde el 5 hasta el 11 de agosto de 2024 sobre de tierra batida al aire libre.

## Jugadores participantes del cuadro de individuales
| Preclasificado | País                            | Jugador                   | Rank1 | Posición en el torneo |
| 1              | Bandera de España               | Albert Ramos              | 121   | Segunda ronda         |
| 2              | Bandera de Estados Unidos       | Nicolas Moreno de Alboran | 142   | Primera ronda         |
| 3              | Bandera de España               | Daniel Rincón             | 200   | Primera ronda         |
| 4              | Bandera de Lituania             | Vilius Gaubas             | 226   | CAMPEÓN               |
| 5              | Bandera del Reino Unido         | Oliver Crawford           | 227   | Primera ronda         |
| 6              | Bandera de Bosnia y Herzegovina | Nerman Fatić              | 243   | Primera ronda         |
| 7              | Bandera de Italia               | Francesco Maestrelli      | 247   | Primera ronda         |
| 8              | Bandera de Italia               | Federico Arnaboldi        | 251   | Cuartos de final      |

- 1 Se ha tomado en cuenta el ranking del 29 de julio de 2024.

### Otros participantes
Los siguientes jugadores recibieron una invitación (wild card), por lo tanto ingresan directamente al cuadro principal (WC):
- Federico Arnaboldi
- Riccardo Bonadio
- Francesco Maestrelli

Los siguientes jugadores ingresan al cuadro principal tras disputar el cuadro clasificatorio (Q):
- Luciano Emanuel Ambrogi
- Luka Mikrut
- Ryan Nijboer
- Alessandro Pecci
- Andrea Picchione
- Nino Serdarušić

## Campeones

### Individual Masculino
- Vilius Gaubas derrotó en la final a  Carlos Taberner por 2–6, 6–2, 6–4

### Dobles Masculino
- Marco Bortolotti /  Matthew Romios derrotaron en la final a  Jiří Barnat /  Andrew Paulson por w/o